# General Hermenegildo Galeana
General Hermenegildo Galeana är en ort i Mexiko.   Den ligger i kommunen El Oro och delstaten Durango, i den centrala delen av landet, 900 km nordväst om huvudstaden Mexico City. General Hermenegildo Galeana ligger 1 623 meter över havet och antalet invånare är 277.
Terrängen runt General Hermenegildo Galeana är kuperad åt nordost, men åt sydväst är den platt. Runt General Hermenegildo Galeana är det mycket glesbefolkat, med 2 invånare per kvadratkilometer. General Hermenegildo Galeana är det största samhället i trakten. Omgivningarna runt General Hermenegildo Galeana är i huvudsak ett öppet busklandskap.